# Ophiuche lividalis
Ophiuche lividalis är en fjärilsart som beskrevs av Jacob Hübner 1790. Ophiuche lividalis ingår i släktet Ophiuche och familjen nattflyn. Inga underarter finns listade i Catalogue of Life.